# Station Rumia Janowo
Station Rumia Janowo is een spoorwegstation in de Poolse plaats Rumia.